# Virpi Moskari
Virpi Moskari es una mezzosoprano finesa, y es miembro fundadora del grupo a capela Rajaton.
Moskari asistió a la Escuela de Música del Este de Helsinki, aprendiendo interpretación de violín y piano; y más tarde entrenó su voz. Es una miembro fundadora del coro de cámara Grex Musicus y apareció en el CD The Making of the Drum. También apareció en dos Ultra Bra CD, Vapaaherran Elämää y Sinä Päivänä Kun Synnyin.